# Tristan Marguet
Pour les articles homonymes, voir Marguet.
Tristan Marguet, né le 22 août 1987 à Lausanne est un coureur cycliste suisse. Spécialiste des épreuves sur piste, il remporte au cours de sa carrière plusieurs titres nationaux sur piste, ainsi que les Six jours de Tilbourg en 2009 et de Fiorenzuola d'Arda en 2012, à chaque fois avec Franco Marvulli. 

## Biographie
Ayant débuté dans le cyclisme à neuf ans, il devient vite l'un des meilleurs pistards de Suisse dans les jeunes catégories. Sa sœur Noémi Marguet était également cycliste. En 2004, elle a terminé troisième du championnat de Suisse de cyclo-cross. À partir de 2009, il court dans l'équipe suisse Cycling Sport, où il côtoie Luca Albasini, le jeune frère de Michael qui est alors l'un des meilleurs espoirs du sprint suisse. Avec Franco Marvulli, il remporte les Six jours de Tilbourg en 2009 et les Six Jours de Fiorenzuola d'Arda en 2012. Sur route, Marguet remporte la quatrième étape du Tour de Berlin (course réservée aux moins de 23 ans) en 2009.
En 2011, il passe professionnel sur route dans l'équipe Marco Polo. Il se donne alors pour ambition dans le futur de participer au Tour de France. Il est accompagné chez Marco Polo par l'ex-sprinteur de la Rabobank Léon van Bon et Matthé Pronk qui sont également spécialiste des courses de six jours.
Lors des Six jours de Copenhague en février 2011, il est contrôlé positif à la pseudoéphédrine, un produit autorisé hors compétition mais interdit en course. Initialement suspendu six mois par Swiss Cycling, l'UCI fait cependant appel et alourdit la suspension à un an. Il est disqualifié de tous ses résultats obtenus depuis le 16 juin, et se voit interdit de retour jusqu'au 15 juin 2012. Il est ainsi déchu de trois titres nationaux sur piste, et perd toutes ses chances de se qualifier pour les Jeux olympiques de Londres.
En 2015 et 2016, il est membre de l'équipe continentale suisse Roth-Škoda. En 2015, il devient vice-champion d'Europe du scratch devant son public à Granges. 
En 2018, il gagne la 2e étape du Tour de la mer Noire. Il s'agit de sa première victoire sur le calendrier international UCI. Il est médaillé de bronze du scratch au championnat d'Europe de 2018. En 2019, il est médaillé d'or de la course à l'américaine (avec Robin Froidevaux) aux Jeux européens de Minsk. 
Entre 2007 et 2020, il cumule 18 titres de champion de Suisse sur piste. En décembre 2021, il arrête sa carrière à 34 ans,. 
En février 2022, il est nommé entraîneur adjoint de l'équipe suisse, aux côtés de Mickaël Bouget. Il s'implique davantage auprès des juniors sur piste et des juniors dames sur route. En juin 2023, l'entraîneur en chef Mickaël Bouget est démis de ses fonctions. Tristan Marguet et Julien Bossens assurent la responsabilité par intérim.

## Palmarès sur piste

### Championnats du monde
- Copenhague 2010
  - 16e de la course aux points
- Apeldoorn 2011
  - 11e de l'américaine
- Minsk 2013
  - 7e de l'américaine
  - 8e de la poursuite par équipes
- Hong Kong 2017
  - 5e de l'américaine[9]
- Apeldoorn 2018
  - 12e de l'américaine[10]
  - 15e du scratch[11]

### Championnats du monde juniors
- 2005
  - 4e de l'américaine juniors
  - 15e de la course aux points juniors

### Coupe du monde
- 2012-2013
  - Classement général du scratch
  - 1er du scratch à Glasgow

### Championnats d'Europe
| Édition / Épreuve | Scratch |
| Granges 2015      | Argent  |
| Glasgow 2018      | Bronze  |

### Jeux européens
| Édition / Épreuve | Américaine                 |
| Minsk 2019        | Or (avec Robin Froidevaux) |

### Six jours
- Six jours de Tilbourg : 2009 (avec Franco Marvulli)
- Six Jours de Fiorenzuola d'Arda : 2012 (avec Franco Marvulli)

### UIV Cup
- 2006
  - 2e à Munich
- 2008
  - 2e à Amsterdam
- 2009
  - 1er à Copenhague (avec Loïc Perizzolo)
  - 1er à Amsterdam (avec Silvan Dillier)

## Palmarès sur route

### Par année
- 2009
  - 4e étape du Tour de Berlin
- 2014
  - 2e du Grand Prix de la ville de Vilvorde
- 2015
  - 3e du Tour de Hollande-Septentrionale
- 2018
  - 2e étape du Tour de la mer Noire
- 2019
  - Enfer du Chablais

### Classements mondiaux
| Année           | 2009 | 2010 | 2011 | 2012 | 2013 | 2014 | 2015 |
| --------------- | ---- | ---- | ---- | ---- | ---- | ---- | ---- |
| UCI Europe Tour | 942e |      |      |      |      |      | 638e |